# Clara Schumann
Clara Josephine Wieck Schumann (Lipsia, 13 settembre 1819 – Francoforte sul Meno, 20 maggio 1896) è stata una pianista e compositrice tedesca.
È stata una delle pianiste più importanti dell'era romantica.

## Biografia

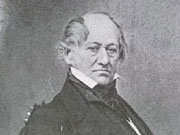
Friedrich Wieck

Clara si distinse per le proprie qualità e una personalità forte, orgogliosa e determinata, inoltre peraltro la sua vocazione alla musica derivava da una famiglia che ne aveva coltivato l'arte da generazioni: il padre di Clara, Johann Gottlob Friedrich Wieck (1785-1873), aveva studiato teologia ma, appassionato di musica, fondò una fabbrica di pianoforti; la madre, Marianne Tromlitz (1797-1872), era cantante e pianista; il nonno di Marianne, Johann George Tromlitz, era stato un celebre flautista e compositore, mentre il padre era cantore a Plauen.

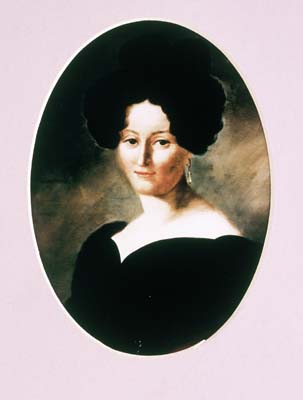
Marianne Tromlitz

I genitori di Clara si sposarono nel 1816 e la coppia ebbe cinque figli: Adelheid - morta prima che la secondogenita nascesse -, Clara, Alwin, Gustav e Viktor. Nei primi anni di matrimonio, Marianne riuscì ad occuparsi della casa pur continuando a esibirsi e dando lezioni di canto e pianoforte. I contrasti col marito si fecero però presto evidenti; alla nascita di Viktor (1824), Marianne e Friedrich erano già separati e ottennero il divorzio nel gennaio dell'anno seguente, nel 1825.
Marianne sposò qualche mese più tardi Adolph Bargiel, insegnante di musica, da anni amico comune della coppia. Da lui ebbe un figlio, Woldemar, che sarebbe diventato compositore di un certo rilievo. Friedrich Wieck sposò nel 1828 Clementine Fechner, più giovane di lui di vent'anni, ed ebbe da lei una figlia, Marie, alla quale insegnò ugualmente il pianoforte.
Accortosi ben presto del talento di Clara, il padre decise di farla rinunciare alla scuola e di destinarla a corsi privati per farne una virtuosa del pianoforte. Teneva al posto della figlia, ancora incapace di esprimersi correntemente per iscritto, un diario in cui annotava fatti e avvenimenti in prima persona. Più tardi esigette comunque di leggere quanto lei vi annotava. Un esempio, di quando Clara aveva 9 anni: Mio padre, che da lungo tempo sperava in un cambiamento da parte mia, ha osservato oggi, di nuovo, che sono sempre ancora pigra, negligente, disordinata, testarda, disubbidiente, e ciò anche nel suonare il pianoforte; e poiché ho eseguito così male in sua presenza le nove Variazioni op. 26 di Hünten, egli ha strappato lo spartito di fronte ai miei occhi, e ha deciso che da oggi non mi avrebbe lasciato una sola ora, e oramai posso solo suonare scale, studi di Cramer e gli esercizi di Czerny per i trilli.
Wieck insegnava personalmente il pianoforte alla figlia: il suo metodo pedagogico ne fece una concertista acclamata e fu applicato con successo anche a Robert Schumann e Hans von Bülow. Non fu però rispettoso dei diritti dell'infanzia; in più, l'insegnamento extramusicale di cui beneficiò Clara fu molto limitato. L'influsso del padre durò a lungo ed è palpabile nel repertorio dei concerti del primo periodo (Friedrich Kalkbrenner, Camille Pleyel, Ignaz Moscheles e Henri Herz). Solo dopo essersi staccatasi dall'intransigente figura paterna, Clara inserì nei suoi programmi pagine di Ludwig van Beethoven e Johann Sebastian Bach.
Friedrich Wieck accompagnava sempre la giovane figlia in tournée. Si preoccupava dei contratti, della sala e dello strumento. Su quest'ultimo aspetto era particolarmente puntiglioso: portava con sé tutto l'armamentario necessario ad accordare e riparare i pianoforti a coda su cui avrebbe suonato Clara. All'epoca, infatti, non era possibile portare con sé uno strumento di quelle dimensioni e, inoltre, i pianoforti resi disponibili per i concerti erano sovente difettosi: tasti che si incastravano, sordine che si bloccavano e così via.

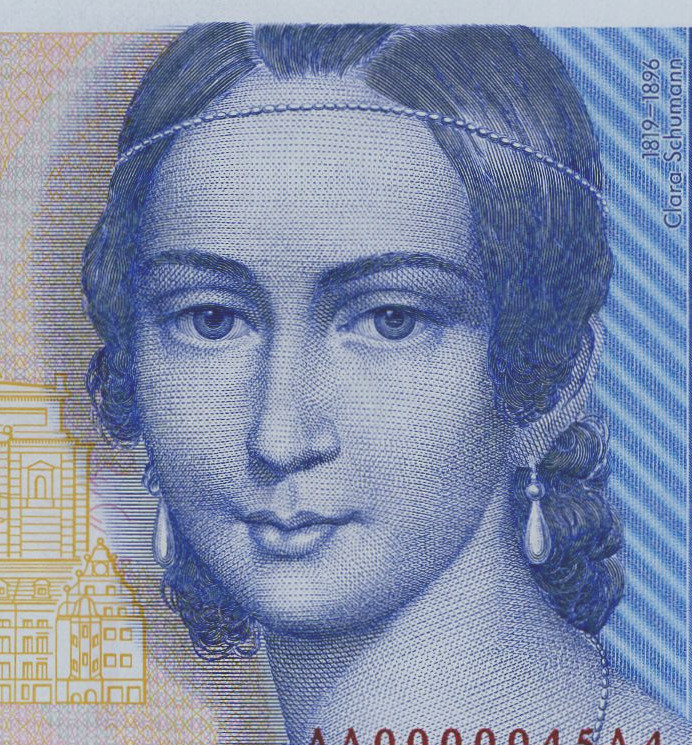
Clara Schumann raffigurata sulla banconota da 100 marchi tedeschi.

Sembra che Clara abbia iniziato a parlare molto tardi, verso i quattro anni, e solo dopo aver passato un anno lontana dal padre, in casa dei nonni. I corsi intensivi di pianoforte cominciarono all'età di cinque anni. Si conosce anche la data del suo primo concerto: il 20 ottobre 1829 presentò, con un'altra allieva di suo padre, un pezzo a quattro mani di Friedrich Kalkbrenner. La piccola concertista si sarebbe esibita poi anche di fronte a Goethe, Niccolò Paganini e Franz Liszt. Tenne concerti in numerose città; a Vienna, all'età di 18 anni, fu nominata virtuosa da camera dell'imperatore. Nell'attività di compositrice non fu da meno: le sue Quatre Polonaises op. 1 furono pubblicate quando aveva solo dieci o undici anni. Seguirono Caprices en forme de Valse, Valses romantiques, Quatre pièces caractéristiques, Soirées musicales, un concerto per pianoforte e molte altre pagine ancora come i Lieder per voce e pianoforte e, soprattutto, il suo Trio in sol minore per pianoforte, violino e violoncello op. 17, che senza dubbio è il suo capolavoro.
Innamoratasi a 16 anni di Robert Schumann, allievo di suo padre, poté sposarlo soltanto cinque anni dopo, il 12 settembre 1840, alla vigilia del proprio ventunesimo compleanno e in totale opposizione alla volontà del padre, convinto che Schumann fosse incline all'alcolismo (cosa che si sarebbe rivelata in gran parte vera) e che avrebbe avuto scarsissimo successo come musicista, a causa delle sue idee innovative in fatto di composizione. 
I primi anni di matrimonio nella casa Schumann a Lipsia furono sereni. Robert si dedicava alla composizione. Questi, inoltre, dapprima insegnò per un anno, dal 1843, nel conservatorio di Lipsia, invitato dal suo fondatore, l'amico Felix Mendelssohn Bartholdy, poi però preferì dedicarsi a seguire la moglie in tournée in Russia. La coppia si stabilì quindi a Dresda, dove Robert si diede totalmente alla composizione.
Seguendo il marito nei successivi spostamenti, Clara si dedicò alla sua assistenza, dacché i sintomi della sua instabilità mentale si manifestarono e poi si aggravarono via via negli anni e in particolare a Düsseldorf dove nel 1850 il marito aveva trovato impiego come direttore musicale. Robert infatti soffriva di amnesie, stava assorto per ore, si era rivelato un pessimo direttore d'orchestra. Il suo stato divenne tale che venne licenziato e fu in seguito salvato da barcaioli durante un tentativo di suicidio nel Reno, nel febbraio 1854. Dovette così essere internato nel manicomio di Endenich presso Bonn, dove sarebbe morto due anni dopo.

## Carriera dopo la morte del marito
Dopo la morte di Robert, il 29 luglio 1856, Clara si dedicò principalmente all'interpretazione dei lavori del marito, ma quando visitò per la prima volta l'Inghilterra nello stesso anno, in gran parte grazie ai buoni uffici dell'amico compositore William Sterndale Bennett, la critica si pronunciò contro la musica di Schumann in un coro di disapprovazione.
Clara ebbe un ruolo importante nel far rientrare tra i favori della critica il Concerto in re minore di Brahms, un'opera che dopo la prima esecuzione ad Hannover era stata accolta tiepidamente, e aveva per di più avuto un solenne "fiasco" a Lipsia. La composizione verrà valorizzata solo negli anni Settanta dell'Ottocento, principalmente per la tenacia di Clara Wieck Schumann e dello stesso autore.
La pianista tornò a Londra nel 1865 e continuò con le sue esibizioni ogni anno, con l'eccezione di quattro, fino al 1882. In Inghilterra tenne concerti nuovamente ogni anno tra il 1885 e il 1888. Le interruzioni dall'attività pianistica furono frequenti, in quanto Clara attraversò periodi di forte affaticamento che finirono per sfociare in una vera e propria patologia. Tra il 1873 e il 1875, la pianista fu costretta a cancellare tutti gli impegni per i fortissimi dolori che provava. Secondo recenti studi, si sarebbe trattato di una "sindrome da sovraccarico", caratteristica di alcuni musicisti che arrivano a suonare fino a 15 ore al giorno. Clara soffriva di dolori acutissimi alle braccia, dovuti al superlavoro, e solo nel 1875 trovò sollievo grazie alle tecniche innovative interdisciplinari per la lotta al dolore introdotte da Friedrich von Esmarch a Kiel. Le cure migliorarono il suo quadro clinico, ma comunque dovette diminuire l'attività concertistica e non inserire nel suo repertorio i pezzi più impegnativi fisicamente, tra cui il primo e il secondo concerto per pianoforte di Brahms, che la lasciavano stremata.
Inizialmente si interessò ai lavori di Liszt, ma in seguito sviluppò una netta ostilità contro di lui. Smise di suonare qualsiasi sua opera e cancellò la dedica a Liszt, fatta dal marito, della Fantasia in do maggiore op. 17, quando ne pubblicò l'opera completa. Rifiutò di partecipare al festival per il centenario di Beethoven che si tenne a Vienna nel 1870, quando venne a sapere che Liszt e Richard Wagner vi avrebbero partecipato. Fu anche infatti particolarmente feroce nelle critiche nei confronti di Wagner. Disse del Tannhäuser che "si consuma nelle atrocità"; descrisse il Lohengrin come "orribile"; e definì il Tristano e Isotta "la cosa più ripugnante che io abbia mai visto o sentito in tutta la mia vita".
Nel 1878 ottenne la prima cattedra di pianoforte alla Hochschule für Musik di Francoforte sul Meno, un incarico che mantenne fino al 1892 e nel quale contribuì grandemente alla innovazione della moderna tecnica pianistica.
Clara Schumann tenne il suo ultimo concerto pubblico il 12 marzo 1891 a Francoforte. L'ultima opera presentata furono le Variazioni su un Tema di Haydn di Brahms, nella versione per due pianoforti (op. 56a).
Venne colpita da un ictus il 26 marzo 1896, e morì il successivo 20 maggio all'età di 77 anni. È sepolta a Bonn nel cimitero Alter Friedhof nella stessa tomba del marito.

## Omaggi cinematografici e teatrali

### Cinema
In quattro occasioni, il cinema ha ricordato Clara Wieck Schumann:
- nel 1944 il film Träumerei vide Hilde Krahl nel ruolo della pianista
- nel 1947 Katharine Hepburn interpretò la musicista in Song of Love - Canto d'amore; nello stesso film Paul Henreid era Robert Schumann, mentre Robert Walker impersonava il giovane Brahms.
- nel 1983 uscì Frühlingssinfonie - Sinfonia di primavera con Nastassja Kinski.
- nel 2008 è la volta di Geliebte Clara con Martina Gedeck.

### Teatro
- Nel 2010 la pianista e scrittrice Imma Battista ha scritto un testo teatrale dal titolo Casa Schumann. Il testo è stato rappresentato il 27 luglio 2010, a Roma, a Palazzo dei Conservatori - Musei Capitolini, nell'ambito del progetto Roma in Scena. Attori: Paola Gassman nel ruolo di Clara Schumann e Ugo Pagliai nel ruolo di Robert Schumann. Al pianoforte la stessa autrice del testo, Imma Battista.
- Nello stesso 2010 la poetessa e drammaturga Maria Grazia Calandrone ha scritto un testo teatrale su Clara Schumann, dal titolo Pochi avvenimenti, felicità assoluta, interpretato prima da Sonia Bergamasco e poi da Gaia De Laurentiis, rappresentato nei maggiori teatri italiani ed eseguito in diretta radiofonica per i Concerti del Quirinale il 30 gennaio 2011.

- Ancora per il teatro, in Italia si è occupata della Wieck-Schumann la scrittrice romana Valeria Moretti, che nel 2008 scrisse il monologo Clara Schumann (sottotitolo: "Il viaggio di Clara"), che ha debuttato nel 2010 al Teatro Regio di Torino, con Giuliana Lojodice. Il testo è stato poi tradotto (da Sandro Damiani: La Mongolfiera edizioni, prefazione di Guido Davico Bonino) e rappresentato in Croazia, avendo per protagonista l'attrice Ksenija Prohaska: l'atto unico fa parte del repertorio dell'artista di Spalato, accompagnata dalla concertista ucraina Iryna Smirnova-Nikolenko.
- In ambito musicale-teatrale, il pianista e divulgatore musicale Mario Margiotta ha realizzato lo spettacolo musicale Schumann/Carnaval: un’autobiografia in musica, andato per la prima volta in scena a Bari il 7 settembre 2024, in cui viene esplorata la vita del compositore, con particolare attenzione alla storia personale e al rapporto con Clara Schumann, di cui vengono anche eseguite delle composizioni.